# Johanneskirche (Gütersloh)

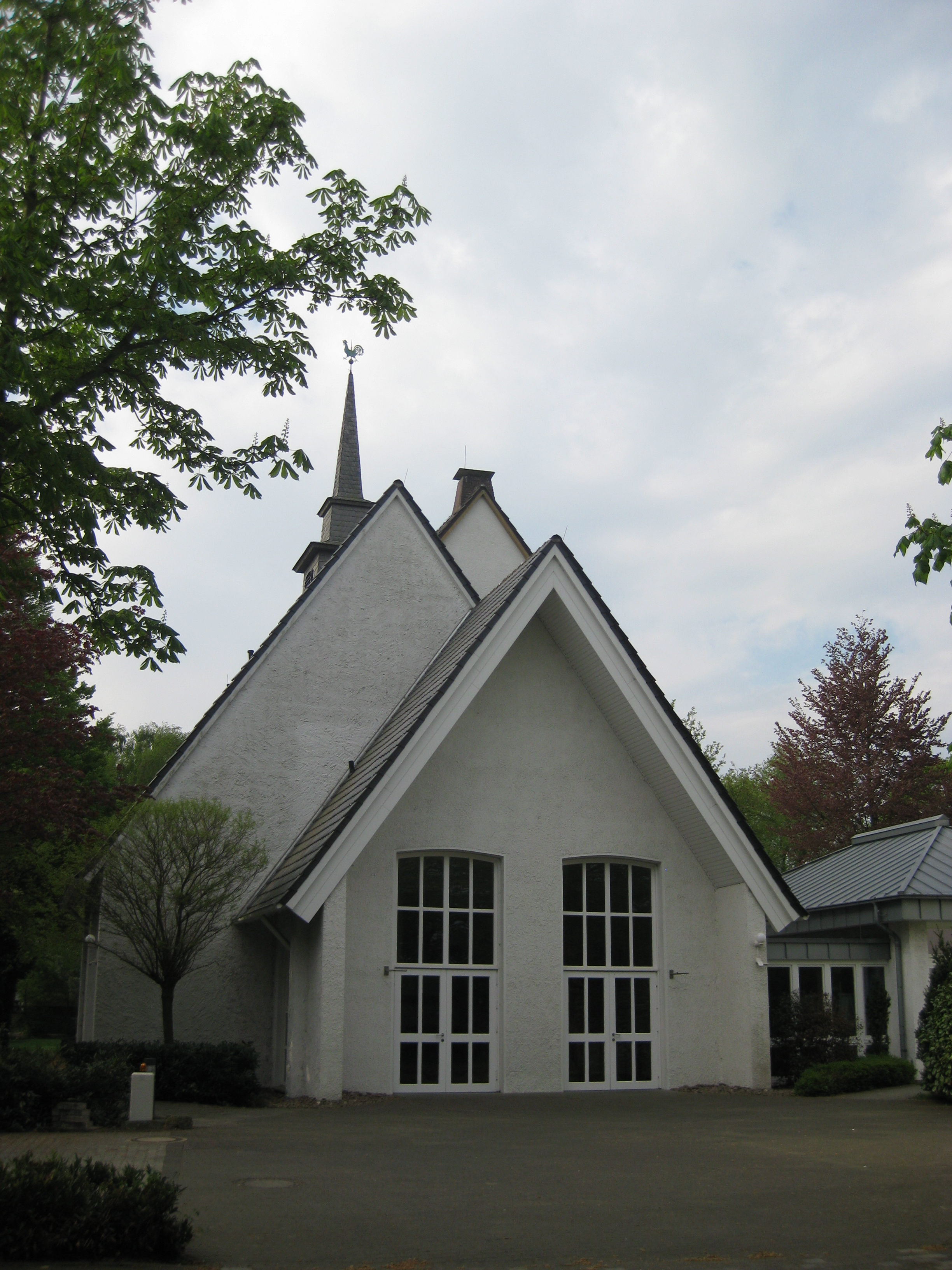
Johanneskirche

Die Johanneskirche ist eine evangelische Kirche im Ortsteil Pavenstädt der ostwestfälischen Kreisstadt Gütersloh. Die Kirche am Pavenstädter Weg gehört zur Region West der Evangelischen Kirchengemeinde Gütersloh, die dem Kirchenkreis Gütersloh der Evangelischen Kirche von Westfalen angehört.

## Geschichte
Im Jahr 1938 wurde der fünfte Pfarrbezirk der Evangelischen Kirchengemeinde Gütersloh neu gegründet. Anfang der 1950er beauftragte die Gemeinde den Gütersloher Architekten Hans Tödtmann mit den Planungen für ein Kirchengebäude mit 270 Sitzplätzen und einem – um die Kosten für ein weiteres Dach zu sparen – darunter liegenden Gemeindesaal. Die Baukosten wurden mit 350.000 Mark angesetzt. 
Am 5. September 1953 erfolgte der erste Spatenstich, der Grundstein der Kirche wurde am 10. Oktober 1953 gelegt. Am 28. November 1953 fand das Richtfest statt. Am 5. Dezember 1954 wurde die neue Evangelische Kirche West ihrer Bestimmung übergeben. Am 9. Februar 1967 wurde sie auf den Namen Johanneskirche zu Ehren von Evangelist Johannes geweiht. 
Nach der Fertigstellung der Kirche ließ die Gemeinde ein Pfarrhaus anbauen, das im Oktober 1956 bezugsfertig war. 1963 wurde ein Kindergarten für 100 Kinder in drei Gruppen errichtet und am 8. März 1964 eröffnet. Im Jahr 1989 fanden erhebliche Umbauarbeiten statt, verbunden mit Erweiterungsbauten: Kirche und Gemeindesaal erhielten einen gemeinsamen Eingang. Die erneuerte Kirche wurde am 3. Dezember 1989 eingeweiht. Im Jahr 2000 entstand der Lukassaal, weil die Evangelische Kirchengemeinde die Lukaskirche an die Syrisch-Orthodoxe Gemeinde abgegeben hatte und an der Johanneskirche mehr Platz benötigt wurde. Die Kindertagesstätte bietet seit 2011 eine U3-Betreuung für mittlerweile 60 Kinder im Alter von zwei Jahren bis zum Schuleintritt. Bewegungs- und Sprachförderung sowie die Integration von Kindern mit unterschiedlichem Förderbedarf gehören zu den konzeptionellen Schwerpunkten.

## Ausstattung
Zur Ausstattung der Johanneskirche gehört eine 1958 von der Firma Hammer erbaute Orgel. Sie hat 13 Register auf zwei Manualen und Pedal, mechanische Traktur und Registratur. 
Ein Glasfenster im Altarraum wurde von Woldemar Winkler gestaltet. Es zeigt das Symbol des Kirchenpatrons Evangelist Johannes: Ein Adler hält in seinen Fängen ein Buch und weist damit auf den Anfang des Johannesevangeliums hin: „Im Anfang war das Wort.“
Die 240 kg schwere Glocke ist in cis gestimmt und wurde von der Glocken- und Kunstgießerei Rincker gefertigt. Pavenstädter Landwirte, die den größten Teil der Kosten für die Glocke übernommen hatten, wünschten sich als Inschrift Matthäus 4, 4: „Der Mensch lebt nicht vom Brot allein, sondern von einem jeglichen Wort, das aus dem Munde Gottes geht.“